# Ђинта (Бихор)
Ђинта (рум. Ginta) насеље је у Румунији у округу Бихор у општини Капална. Oпштина се налази на надморској висини од 151 m.

## Становништво
Према подацима из 2002. године у насељу је живело 361 становника.

### Попис2002.
| Расподела становништва по националности 2002.‍ | Расподела становништва по националности 2002.‍ | Расподела становништва по националности 2002.‍ | Расподела становништва по националности 2002.‍ | Расподела становништва по националности 2002.‍ |
| --------------------------------------------- | --------------------------------------------- | --------------------------------------------- | --------------------------------------------- | --------------------------------------------- |
|                                               |                                               |                                               |                                               |                                               |
| Румуни                                        | Румуни                                        |                                               | 50                                            | 13,9%                                         |
| Мађари                                        | Мађари                                        |                                               | 297                                           | 82,5%                                         |
| Роми                                          | Роми                                          |                                               | 13                                            | 3,6%                                          |